# Alianza Fútbol Club (Uruguay)
El Alianza Fútbol Club, fue un equipo uruguayo de fútbol fruto de la alianza deportiva de los clubes vecinos Salus FC, Villa Teresa y Huracán del Paso de la Arena, todos pertenecientes a la zona oeste de Montevideo. 
Fue fundado el 25 de noviembre de 2000, primero por parte de Villa Teresa y Salus, uniéndose después Huracán. Sin embargo, en la primera temporada ya surgieron los inconvenientes: Alianza no pudo participar del torneo de Segunda División ocupando la plaza que poseía Salus, debido a las deudas que mantenían tanto ese club como Villa Teresa; que al traspasarse a la nueva institución, le impidieron competir.
Finalmente, Alianza pudo participar de los torneos 2002, 2003 y 2004; pero tuvo que abandonar este último debido a los problemas económicos que la institución arrastró desde su propio inicio. Una vez desintegrado el club, las tres instituciones (que mantenían independencia social) regresaron a sus actividades, compitiendo en los torneos de la AUF.
La camiseta llevaba los colores representativos de las tres instituciones: azul, rojo y blanco.

## Datos del Club
- Temporadas en 2ª: 3.[3]
- Mejor puesto en Segunda División: 6º (2002).[4]
- Peor puesto en Segunda División: 18º, excluido por deudas (2004).[5]

## Palmarés
El club no obtuvo ningún título.

## Uniforme
| Periodo   | Indumentaria | Patrocinio | Patrocinio |
| --------- | ------------ | ---------- | ---------- |
| 2000-2001 |              |            |            |
| 2001-2002 | Diadora      | Cresory    | Cresory    |
| 2004      | Tenfield     |            |            |